# Замък Щолценфелс
Замъкът Щолценфелс (на немски: Schloss Stolzenfels) е разположен над едноименен район в Кобленц на левия бряг на Рейн срещу устието на река Лан. От 2002 г. влиза в Списъка на световното културно и природно наследство на ЮНЕСКО за долината на Рейн.

## История
Замъкът е построен от 1242 до 1259 г. от архиепископа на Трир. По време на Тридесетгодишната война активно се използва от воюващите страни и е разрушен през 1689 г., като след това в продължение на 150 години е в руини.

## Галерия
- Guard house
- Църквата в замъка
- Градината с перголите
- Donjon
- Адютанската кула
- Замъкът и околностите на пощенска карта от края на 19 век